# فعالیت کلاسی (فیلم)
اقدام قانونی (به انگلیسی: Class Action) یک فیلم سینمایی آمریکایی در ژانر درام و حقوقی محصول سال ۱۹۹۱ میلادی به کارگردانی مایکل اپتد با بازی جین هکمن، مری الیزابت ماسترانتونیو، لارنس فیشبرن، کالین فریلز، فرد تامپسون و دونالد موفات است. این فیلم توانست وارد هفدهمین جشنواره بین‌المللی فیلم مسکو شود.

## داستان
داستان در مورد یک دعوی قضایی مربوط به جراحات ناشی از نقص خودرو است. وکیلی که قربانی یک حادثه شده‌است می‌بیند که حریفش یک وکیل مدافع بسیار خوبی دارد و آن دخترش است …